# Zander Diamond
Alexander Kevin Diamond, detto Zander (Alexandria, 3 dicembre 1985) è un allenatore di calcio ed ex calciatore scozzese, di ruolo centrocampista.

## Carriera

### Giocatore

#### Club
Ha giocato per otto stagioni nella prima divisione scozzese con l'Aberdeen. In seguito ha giocato per ulteriori sette stagioni con vari club tra la terza e la quarta divisione inglese, ritirandosi nel 2018.

### Nazionale
Tra il 2004 ed il 2006 ha giocato 12 partite nella nazionale scozzese Under-21, della quale è anche stato capitano.

## Palmarès

### Giocatore

#### Competizioni nazionali
- Campionato inglese di quarta divisione: 1

Northampton Town: 2015-2016